# Musica ovunque
Musica ovunque è un singolo del rapper italiano Nayt, pubblicato il 4 dicembre 2020 come secondo estratto dal quinto album in studio Mood.
Il brano è prodotto da 3D, con la collaborazione del polistrumentista e fonico Walter Babbini, ed il bassista Veto.

## Tracce
1. Musica ovunque – 4:14